# Zygmunt Maciejewski
Zygmunt Maciejewski (* 21. Dezember 1914 in Berlin; † 12. August 1999 in Warschau) war ein polnischer Schauspieler.
Zygmunt Maciejewski studierte an der Universität Warschau romanische Philologie und schloss das Studium 1939 ab. Danach wurde er Soldat und nahm nach dem Überfall der Deutschen auf Polen an den Septemberkämpfen teil. Während der deutschen Besatzung arbeitete er als Französischlehrer in Częstochowa. Nach dem Zweiten Weltkrieg erhielt Maciejewski Schauspielunterricht in Posen und gab dort bereits sein Theaterdebüt 1945. 1948 legte er sein Schauspielexamen ab und blieb bis 1949 in Posen, wo er an den dortigen Theatern arbeitete. Von 1949 bis 1981 spielte er an den Warschauer Bühnen. Von 1951 bis 1961 gehörte er zum Ensemble des polnischen Nationaltheaters. 1981 wurde er pensioniert und trat 1989 ein letztes Mal als Gast am Teatr Kwadrat in Warschau auf.
Sein Filmdebüt gab er 1956 in Andrzej Munks Der Mann auf den Schienen an der Seite von Kazimierz Opaliński. 1983 spielte er in Frank Beyers Film Der Aufenthalt mit Sylvester Groth in der Hauptrolle. Neben Kinofilmen war Zygmunt Maciejewski häufig in Fernsehtheaterproduktionen zu sehen und spielte Radiohörspiele ein.

## Filmografie (Auswahl)
- 1957: Der Mann auf den Schienen (Człowiek na torze)
- 1970: Olympisches Feuer (Znicz olimpijski)
- 1973: Durch Wüste und Wildnis (W pustyni i w puszczy)
- 1976: Die Schattenlinie (Smuga cienia)
- 1977: Wo das Wasser klar und das Gras noch grün ist (Gdzie woda czysta i trawa zielona)
- 1978: In der Stille der Nacht (Wsród nocnej ciszy)
- 1979: Weichselkirschen
- 1983: Der Aufenthalt
- 1989: Vera – Der schwere Weg der Erkenntnis (Fernsehserie, 8 Folgen)